# Mathieu Valbuena
Mathieu Valbuena (n. 28 septembrie 1984) este un fotbalist francez care în prezent evoluează la clubul Apollon Limassol în Prima Divizie Cipriotă. A fost internațional cu echipa națională de fotbal a Franței.

## Palmares

### Club
Marseille
- Ligue 1 (1): 2009–10
- Coupe de la Ligue (3): 2009–10, 2010–11, 2011–12
- Trophée des champions (2): 2010, 2011

### Individual
- Ligue 1 — Echipa anului (2): 2008, 2013

## Statistici carieră

### Club
La 26 mai 2013.
| Club                  | Sezon         | Campionat | Campionat | Campionat | Cupă    | Cupă   | Cupă | Europa  | Europa | Europa | Total   | Total  | Total |
| Club                  | Sezon         | Meciuri   | Goluri    | Pase      | Meciuri | Goluri | Pase | Meciuri | Goluri | Pase   | Meciuri | Goluri | Pase  |
| --------------------- | ------------- | --------- | --------- | --------- | ------- | ------ | ---- | ------- | ------ | ------ | ------- | ------ | ----- |
| Libourne-Saint-Seurin | 2004–05       | 24        | 1         | 3         | 2       | 0      | 0    | —       | —      | —      | 26      | 1      | 3     |
| Libourne-Saint-Seurin | 2005–06       | 29        | 9         | 4         | 3       | 4      | 1    | —       | —      | —      | 32      | 13     | 5     |
| Total                 | Total         | 53        | 10        | 7         | 5       | 4      | 1    | —       | —      | —      | 58      | 14     | 8     |
| Marseille             |               |           |           |           |         |        |      |         |        |        |         |        |       |
| 2006–07               | 15            | 1         | 1         | 2         | 0       | 1      | 1    | 0       | 0      | 18     | 1       | 2      |       |
| 2007–08               | 29            | 3         | 2         | 3         | 1       | 0      | 10   | 1       | 0      | 42     | 5       | 2      |       |
| 2008–09               | 31            | 3         | 2         | 3         | 0       | 0      | 11   | 0       | 1      | 45     | 3       | 3      |       |
| 2009–10               | 31            | 5         | 1         | 6         | 2       | 1      | 6    | 0       | 0      | 43     | 7       | 2      |       |
| 2010–11               | 32            | 4         | 4         | 3         | 0       | 0      | 8    | 1       | 1      | 43     | 5       | 5      |       |
| 2011–12               | 33            | 5         | 13        | 7         | 3       | 2      | 9    | 1       | 1      | 49     | 9       | 16     |       |
| 2012–13               | 37            | 3         | 11        | 4         | 1       | 0      | 8    | 1       | 3      | 49     | 5       | 14     |       |
| Total                 | Total         | 208       | 24        | 34        | 28      | 7      | 4    | 53      | 4      | 6      | 289     | 35     | 44    |
| Total carieră         | Total carieră | 261       | 34        | 41        | 33      | 11     | 5    | 53      | 4      | 6      | 347     | 49     | 52    |

### Internațional
La 9 June 2013.
| Echipa | Sezon   | Ap. | Goluri | Pase de gol |
| ------ | ------- | --- | ------ | ----------- |
| Franța | 2009–10 | 3   | 1      | 0           |
| Franța | 2010–11 | 5   | 1      | 1           |
| Franța | 2011–12 | 4   | 0      | 0           |
| Franța | 2012–13 | 11  | 3      | 2           |
| Franța | 2013-14 | 13  | 1      | 8           |
| Total  | Total   | 36  | 6      | 11          |

#### Goluri date în competiții amicale/preliminare/finale
| #  | Data             | Stadion                                       | Oponent    | Scor | Rezultat | Competiție                                             |
| -- | ---------------- | --------------------------------------------- | ---------- | ---- | -------- | ------------------------------------------------------ |
| 1. | 26 May 2010      | Stade Félix-Bollaert, Lens                    | Costa Rica | 2–1  | 2–1      | Meci amical                                            |
| 2. | 17 November 2010 | Wembley Stadium, Londra                       | Anglia     | 2–0  | 2–1      | Meci amical                                            |
| 3. | 14 November 2012 | Stadio Ennio Tardini, Parma                   | Italia     | 1–1  | 2–1      | Meci amical                                            |
| 4. | 6 February 2013  | Stade de France, Saint-Denis                  | Germania   | 1–0  | 1–2      | Meci amical                                            |
| 5. | 22 March 2013    | Stade de France, Saint-Denis                  | Georgia    | 2–0  | 3–1      | Calificările pentru Campionatul Mondial de Fotbal 2014 |
| 6. | 20 June 2014     | Itaipava Arena Fonte Nova, Salvador, Brazilia | Elveția    | 3–0  | 5–2      | Campionatul Mondial de Fotbal 2014                     |